# Ganassi
Ganassi es un municipio filipino de la provincia de Lánao del Sur. Según el censo de 2000, tiene 18 947 habitantes en 3038 casas.

## Barangayes
Ganassi se divide políticamente a 32 barangayes.
| - Bagoaingud - Balintad - Barit - Bato Batoray - Campong a Raya - Gadongan - Gui - Linuk - Lumbac - Macabao - Macaguiling | - Pagalongan - Panggawalupa - Pantaon A - Para-aba - Pindolonan - Población - Baya - Sogod Madaya - Tabuan - Taganonok - Taliogon | - Masolun - Lumbacaingud - Sekun Matampay - Dapaan - Balintad A - Barorao - Campong Sabela - Pangadapun - Pantaon - Pamalian |